# Santana FC
El Santana Futebol Clube es un equipo de fútbol de Santo Tomé y Príncipe que juega en el Segunda Liga de Santo Tomé y Príncipe, el segundo torneo de fútbol más importante del país.

## Historia
Fue fundado en la ciudad de Santana, en la isla de Santo Tomé, la más grande de las islas del país, siendo campeón de liga en una sola ocasión en 1991 y en ese mismo año ganó la Copa de Santo Tomé y Príncipe. También ha ganado la Liga de fútbol de la Isla de Santo Tomé en el año 1991. 
A nivel internacional ha sido el primer equipo de Santo Tomé y Príncipe en haberse ganado el derecho de participar en un torneo continental, la Liga de Campeones de la CAF, aunque se retiró del mismo.

## Palmarés
- Campeonato nacional de Santo Tomé y Príncipe: 1

1991
- Liga de fútbol de la Isla de Santo Tomé: 1

1991
- Copa de Santo Tomé y Príncipe: 1

1991

## Participación en competiciones de la CAF
- Liga de Campeones de la CAF: 1 aparición

1999 - abandonó en la Ronda Preliminar